# Kulen

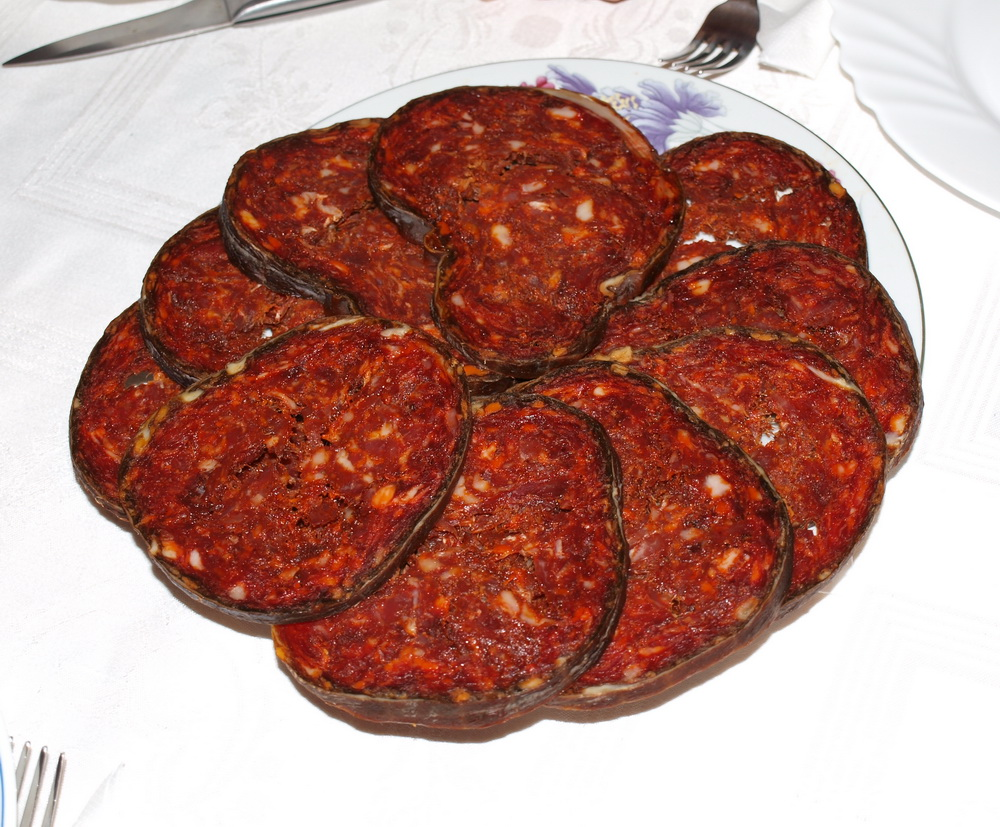
Kulen aus Slawonien

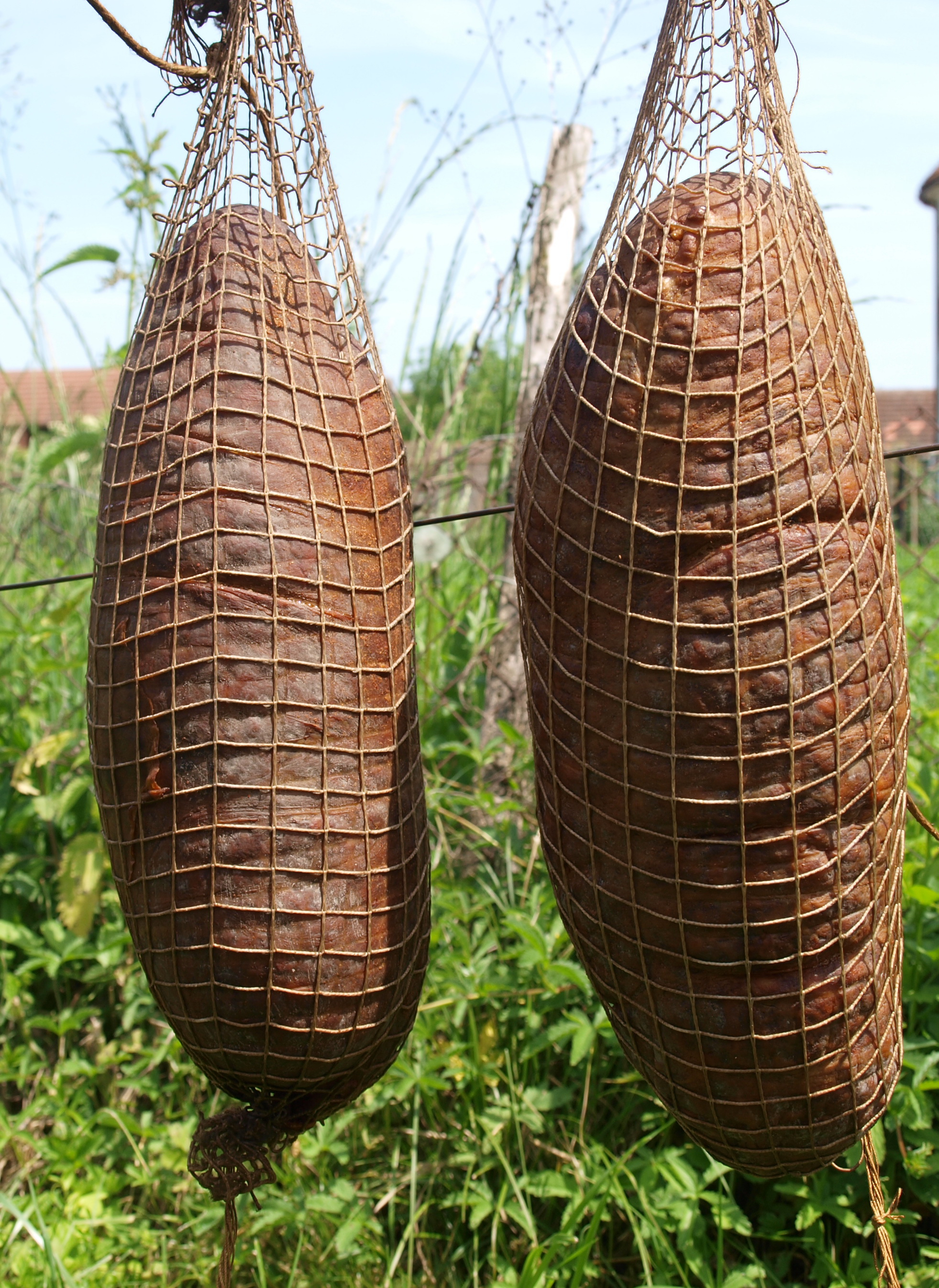
Kulen aufgehängt zum Trocknen

Kulen (serbisch-kyrillisch Кулен, in einigen Regionen Kroatiens auch Kulin genannt) ist eine Rohwurst, die in Teilen Kroatiens (vor allem in Slawonien und Baranja) sowie in Serbien (vor allem in der Vojvodina) hergestellt wird. Charakteristisch sind die kurze, dicke Form und die tief dunkelrote Farbe. Der Geschmack ist würzig-scharf mit einer säuerlichen Note. Eine Wurst wiegt etwa 700 bis 1000 g.
Kulen wird hauptsächlich aus grobem Hackfleisch vom Rind oder Schwein oder auch von beidem hergestellt. Gewürzt wird vor allem mit schwarzem Pfeffer, viel rotem Paprika und Knoblauch. Die Wurstmasse wird traditionell in Darmblasen (in der Regel vom Dickdarm), aber auch in künstliche Därme gefüllt, dann mit geeigneten Hölzern (u. a. Nußbaum) kalt geräuchert und anschließend mehrere Monate luftgetrocknet.
Kulen wird in bäuerlichen Familienbetrieben noch heute selbst hergestellt. Nach der Hausschlachtung im Herbst reift sie bis zum folgenden Sommer und bleibt unter guten Lagerbedingungen bis zu zwei Jahre haltbar. Industriell hergestellte Kulen unterscheiden sich in Aussehen und Geschmack deutlich.
Genossen wird Kulen fein aufgeschnitten als Brotbelag oder als Vorspeise.